# NGC 68
NGC 68 (ook wel PGC 1187, UGC 170, MCG 5-1-65, ZWG 499.106, ARP 113, VV 166b of IRAS00157+2947) is een elliptisch sterrenstelsel in het sterrenbeeld Andromeda.
NGC 68 werd op 11 september 1784 ontdekt door de Britse astronoom William Herschel.